# ميخائيل بي. ثورنتون
ميخائيل بي. ثورنتون (بالإنجليزية: Michael B. Thornton)‏ هو قاضي أمريكي، ولد في 9 فبراير 1954 في مسيسيبي في الولايات المتحدة.